# Бутерброд с кальмарами

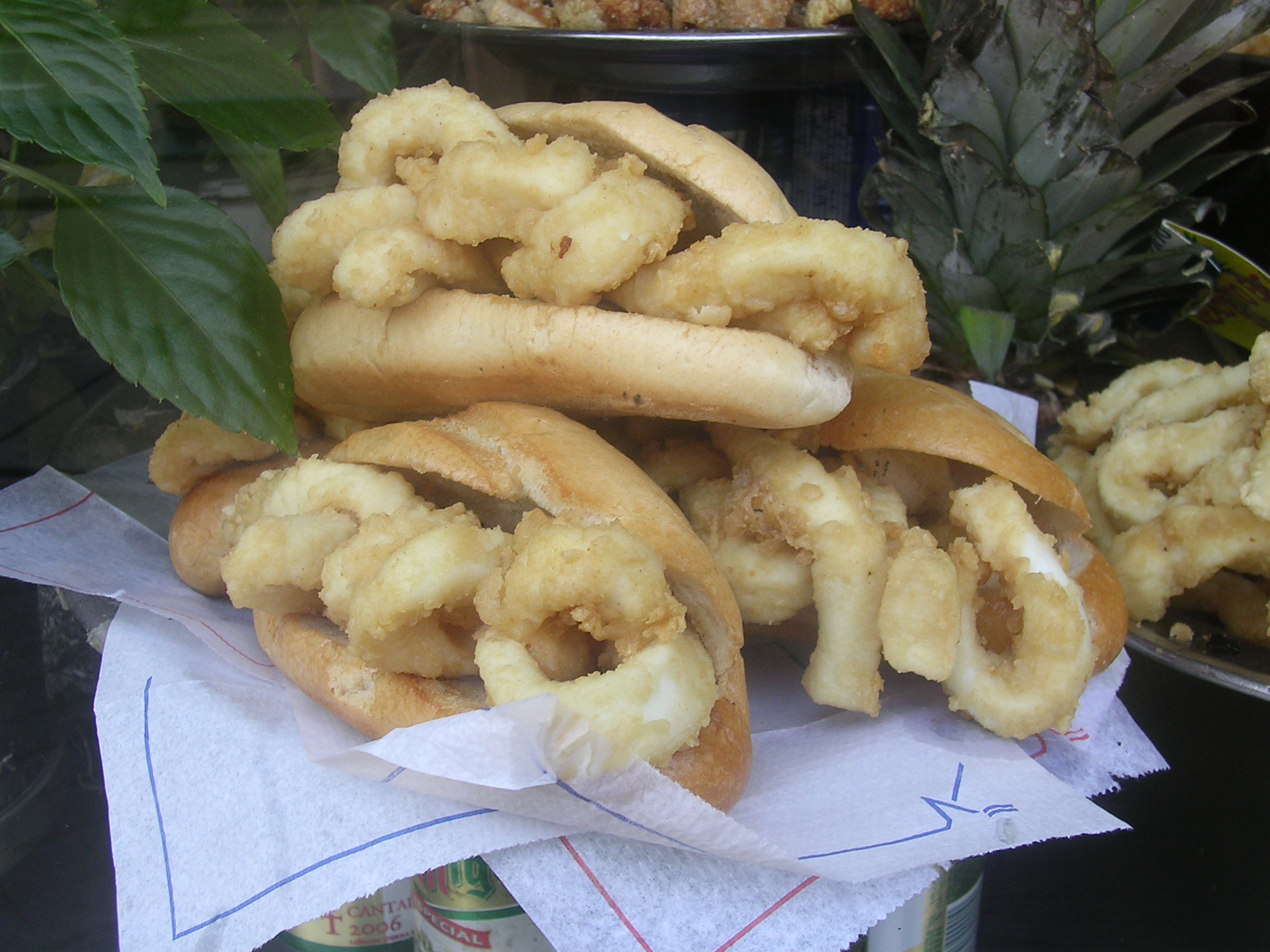
Бутерброды с кальмарами в Мадриде

Бутерброд с кальмарами (исп. bocadillo de calamares, бокади́льо де калама́рес) — типичный бутерброд в испанской кухне, часто выступающий закуской к пиву. Очень популярен в гастрономии Мадрида и предлагается в меню большинства местных баров, в особенности на площади Пласа-Майор. Для начинки бутерброда кальмары, порезанные кольцами в сантиметр шириной, обжариваются до золотистого цвета на оливковом масле в кляре из муки с добавлением дрожжей. Сильный характерный аромат от обжариваемых кальмаров в барах чувствуется даже на улице. Кальмары сервируются в свежевыпеченном хрустящем багете, разрезанном только с одной стороны, и иногда приправляются лимонным соком и майонезом.
Помимо Мадрида бутерброд с кальмарами встречается на севере Испании в кухнях Сарагосы, Кантабрии и Страны Басков в похожих рецептах. Аналогичный бутерброд с кальмарами встречается в гастрономии Луизианы и носит название Poor boy.